# Heinrich Hencky
Heinrich Hencky (* 2. November 1885 in Ansbach; † 6. Juli 1951) war ein deutscher Ingenieur.

## Leben
Hencky studierte von 1912 bis 1913 an der Technischen Hochschule in Darmstadt und promovierte dort. 1913 ging Hencky zu einer Eisenbahngesellschaft nach Charkow (Ukraine) und wurde nach Beginn des Ersten Weltkrieges von den Russen als feindlicher Ausländer in einem Lager im Ural interniert. In der Internierung heiratete Hencky 1918 eine Russin.
An der Technischen Universität Dresden habilitierte er sich mit einer Habilitationsschrift über die Stabilität elastischer Platten. 1922 folgte eine kurze Phase als Lektor an der Technischen Universität Delft. Er blieb bis 1929 in Delft. 1923 veröffentlichte er seine berühmteste Arbeit „Über einige statisch bestimmte Fälle des Gleichgewichts in plastischen Körpern“.
Er war 1930–1932 Professor für Mechanik am Massachusetts Institute of Technology (MIT), wo sein theoretischer Zugang zur Mechanik aber damals wenig gefragt war.
1936 kam Hencky auf Empfehlung von Boris Galjorkin wieder in die Sowjetunion. Er kam an das Chemische Institut nach Charkow und dann an die Moskauer Universität an das Institut von Iljuschin. 1938 wurde Hencky ins Großdeutsche Reich ausgewiesen. Die Nazis trauten Hencky wegen seiner vielen Auslandsaufenthalte nicht. Mit Unterstützung seines Bruders konnte Hencky bei MAN in der Nähe von Mainz unterkommen und blieb dort bis zu seinem Lebensende. Am 6. Juli 1951 starb Hencky beim Bergsteigen.
Hencky wird heute als Pionier der Kontinuumsmechanik und Rheologie angesehen, speziell der Plastizitätstheorie.

## Schriften
- Der Spannungszustand in rechteckigen Platten. Mit 12 Abb. im Text und 7 Tafeln. R. Oldenbourg, München / Berlin 1913
- Über einige statisch bestimmte Fälle des Gleichgewichts in plastischen Körpern. In: Z. Angew. Math. Mech., 1923
- Über die Form des Elastizitätsgesetzes bei ideal elastischen Stoffen. In: Zeitschrift für technische Physik, 1928, 9, S. 215–220.
- Zur Theorie plastischer Deformation und der dafür im Material hervorgerufenen Nachspannungen. In: Z. Angew. Math. Mech., Band 4, 1924, S. 323.